# Orthosia tenuimacula
Orthosia tenuimacula là một loài bướm đêm trong họ Noctuidae.